# James Ellison (acteur)
Pour les articles homonymes, voir James Ellison et Ellison.

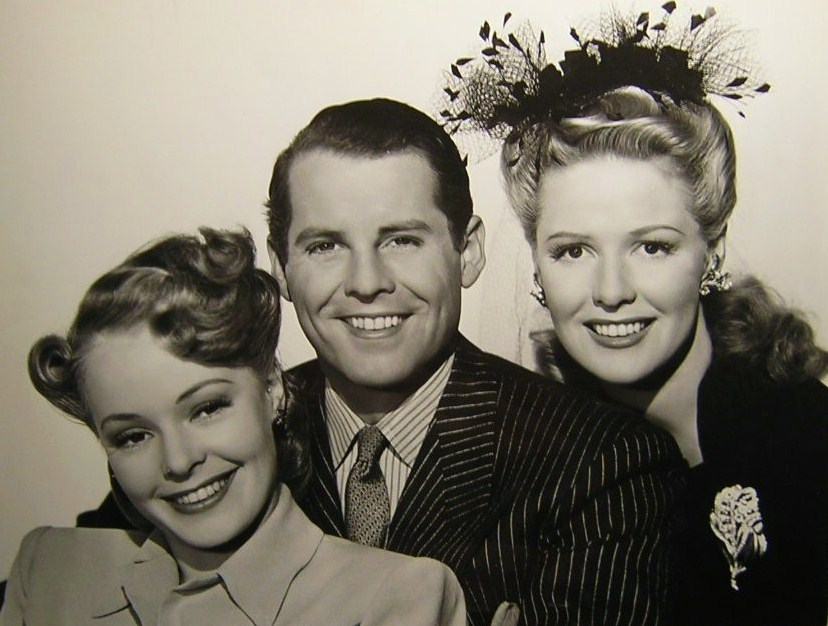
Virginia Gilmore, James Ellison et Janis Carter, dans
That Other Woman (1942).

James Ellison est un acteur américain né à Guthrie Center, Iowa (États-Unis) le 4 mai 1910, et mort à Montecito, Californie, le 23 décembre 1993.

## Filmographie
- 1932 : Play Girl de Ray Enright : Elmer
- 1932 : The Famous Ferguson Case : Reporter Lane
- 1933 : Le Signal (Central Airport) de William A. Wellman : Amarillo Pilot Crossing Fingers
- 1934 : Student Tour de Charles Reisner
- 1934 : Eight Girls in a Boat : Romantic Boy
- 1934 : Carolina : Dancer
- 1934 : Death on the Diamond d'Edward Sedgwick : Sherman, Chicago pitcher
- 1935 : Crime Does Not Pay Series No. 1 Entitled 'Buried Loot' : Detective
- 1935 : The Winning Ticket : Jimmy
- 1935 : After Office Hours : Harvey
- 1935 : Imprudente Jeunesse (Reckless) : Dale Every
- 1935 : Hop-a-long Cassidy : Johnny Nelson
- 1935 : The Eagle's Brood (en) d'Howard Bretherton : Johnny Nelson
- 1935 : Bar 20 Rides Again (en) d'Howard Bretherton : Johnny Nelson
- 1935 : Hitch Hike Lady (en) d'Aubrey Scotto : Jimmy Peyton
- 1936 : The Leathernecks Have Landed (en) d'Howard Bretherton : Mac MacDonald
- 1936 : Cœur de l'Ouest (en) (Heart of the West) : Johnny Nelson
- 1936 : Call of the Prairie (en) d'Howard Bretherton : Johnny Nelson
- 1936 : Le Cavalier mystère (Three on the Trail), d'Howard Bretherton : Johnny Nelson
- 1936 : Une aventure de Buffalo Bill (The Plainsman) : William "Buffalo Bill" Cody
- 1936 : Trail Dust (en) de Nate Watt : Johnny Nelson
- 1937 : Borderland (en) de Nate Watt : Johnny Nelson
- 1937 : 23 1/2 Hours Leave : Sgt. Robert Gray
- 1937 : Annapolis Salute (en) de Christy Cabanne : W.J. 'Bill' Martin
- 1937 : The Barrier : Lieutenant Burrell
- 1938 : Mariage incognito (Vivacious Lady) : Keith Morgan
- 1938 : Bonheur en location (Mother Carey's Chickens) : Ralph Thurston
- 1938 : Next Time I Marry (en) de Garson Kanin : Anthony Joseph 'Tony' Anthony
- 1939 : Almost a Gentleman (en) de Leslie Goodwins : Dan Preston
- 1939 : Deux bons copains (Zenobia) de Gordon Douglas : Jeff Carter
- 1939 : Sorority House : Bill Loomis
- 1939 : Hôtel pour femmes (Hotel for women) de Gregory Ratoff : Jeff Buchanan
- 1939 : Un ange en tournée (5th Avenue Girl), de Gregory La Cava : Mike
- 1940 : You Can't Fool Your Wife : Andrew 'Hinkie' Hinklin
- 1940 : Anne of Windy Poplars : Tony Pringle
- 1941 : Play Girl : Thomas Elwood Dice
- 1941 : Idylle en Argentine (They Met in Argentina) : Tim Kelly
- 1941 : Charley's Aunt : Jack Chesney
- 1941 : Ice-Capades : Bob Clemens
- 1941 : Mr. District Attorney in the Carter Case : P. Cadwallader Jones
- 1942 : Careful, Soft Shoulder : Thomas Aldrich
- 1942 : Army Surgeon : Capt. James 'Jim' Mason
- 1942 : That Other Woman : Henry Summers
- 1942 : The Undying Monster : Robert 'Bob' Curtis
- 1943 : Dixie Dugan de Otto Brower : Roger Hudson
- 1943 : Vaudou (I Walked with a Zombie) : Wesley Rand
- 1943 : Banana Split (The Gang's All Here) : Andy Mason
- 1944 : Invitation à la danse (Lady, Let's Dance) : Jerry Gibson
- 1944 : Surprise-partie (Johnny Doesn't Live Here Any More) de Joe May : Mike Burke
- 1945 : Hollywood and Vine : Larry Winters
- 1946 : G.I. War Brides (en) de George Blair : Steve Giles
- 1947 : Musique aux étoiles (Calendar Girl) d'Allan Dwan : Steve Adams
- 1947 : The Ghost Goes Wild (en) : Monte Crandall
- 1948 : Last of the Wild Horses : Duke Barnum
- 1950 : Hostile Country : Shamrock Ellison
- 1950 : Everybody's Dancin' : Cameo appearance
- 1950 : Marshal of Heldorado : Marshal Shamrock Ellison
- 1950 : Crooked River : Shamrock Ellison
- 1950 : Colorado Ranger : Shamrock Kid
- 1950 : West of the Brazos : James Everett Parkington 'Shamrock' Ellison
- 1950 : Fast on the Draw : Shamrock Ellison
- 1950 : J'ai tué Géronimo (I Killed Geronimo) : Capt. Jeff Packard
- 1950 : The Texan Meets Calamity Jane : Gordon Hastings
- 1951 : Kentucky Jubilee : Jeff Benson
- 1951 : Alerte aux hors la loi (Oklahoma Justice) : Clancy
- 1951 : Whistling Hills : Dave Holland
- 1951 : Le Gang du Texas (Texas Lawmen) : Deputy Sheriff Tod Merrick
- 1952 : Texas City (en) : Jim Kirby
- 1952 : Man from the Black Hills : Jim Fallon
- 1952 : Dead Man's Trail : Dan Winslow
- 1962 : When the Girls Take Over : Axel 'Longhorn' Gates